# Flektivní jazyk
Flektivní (též flexivní, flexívní) jazyk vyjadřuje gramatické funkce pomocí flexe (ohýbání), tj. skloňování a časování, předpon a přípon. Flektivní jazykový typ je charakteristický dobře vyvinutou diferenciací morfému a slova, slova a věty. Vlivem redukce koncovek dochází k hromadění významů v koncovce, slovo se skládá z kmene a koncovky. Koncovka nese najednou sémantické a syntaktické vlastnosti, díky tomuto jevu je možno nejjasněji rozlišit slovní druhy. V morfologické rovině jazyka je silně rozvinutá shoda, velmi zřetelné vyjádření kategorie slova a kategorie věty. Tvorba slov se vyznačuje přenesením slova do jiné třídy. Syntax se vyznačuje volným slovosledem, který je podmíněn existencí koncovek. Dále je možno pozorovat bohatý repertoár vedlejších vět.
Zástupci flektivních jazyků jsou jazyky slovanské (čeština, slovenština, ruština, polština, ukrajinština, běloruština, rusínština), baltské (litevština, lotyština), bantuské, latina, řečtina.